# Skała nad Źródłem (Dolina Będkowska)

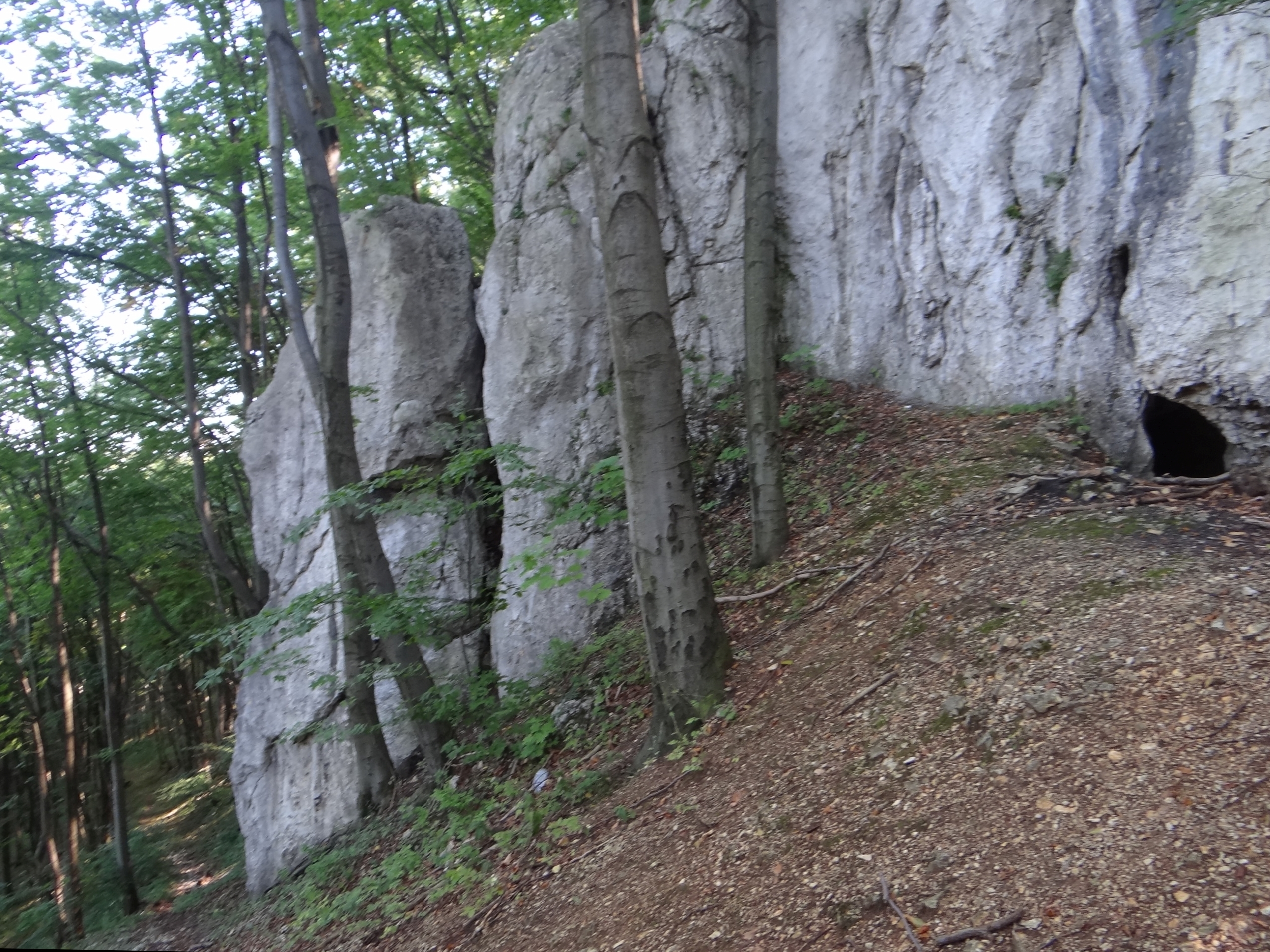
Skała nad Źródłem z otworem jaskini

Skała nad Źródłem – grupa skał w Dolinie Będkowskiej na Wyżynie Krakowsko-Częstochowskiej. Znajduje się powyżej Źródła Będkówki, w lewym, stromym zboczu Doliny Będkowskiej, w jego górnej części. Pod względem administracyjnym należy do wsi Będkowice w gminie Wielka Wieś, w województwie małopolskim. W Skale nad Źródłem znajduje się niewielka jaskinia, Szczelina nad Źródłem.

## Drogi wspinaczkowe
Skała nad Źródłem to w rzeczywistości dwie grupy skał. Pomiędzy nimi od Źródła Będkówki do wsi Będkowice biegnie nieznakowana ścieżka. W skałach powyżej tej ścieżki znajduje się Jaskinia nad Źródłem Piąta, i skały te są obiektem wspinaczki skalnej. Jest na nich 5 dróg wspinaczkowych o trudności od V+ do VI.4 w skali Kurtyki i posiadają asekurację. Na skałach poniżej ścieżki brak dróg wspinaczkowych. Jest na nich duża kruszyzna, ale w niektórych miejscach nadają się one do wspinaczki. Paweł Haciski w swoich skałoplanach podaje projekty dwóch dróg wspinaczkowych na skałach poniżej ścieżki.

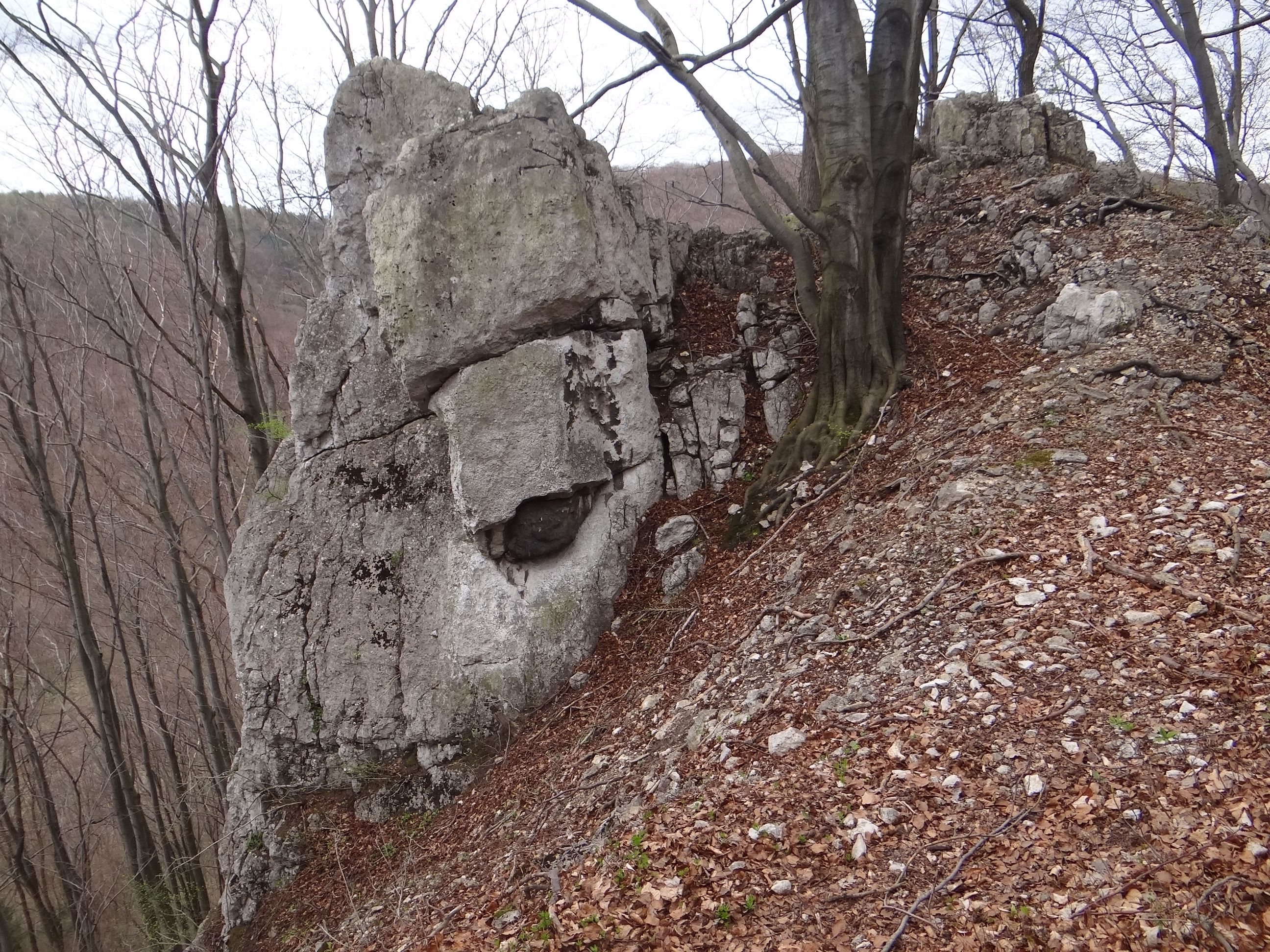
Skała powyżej ścieżki
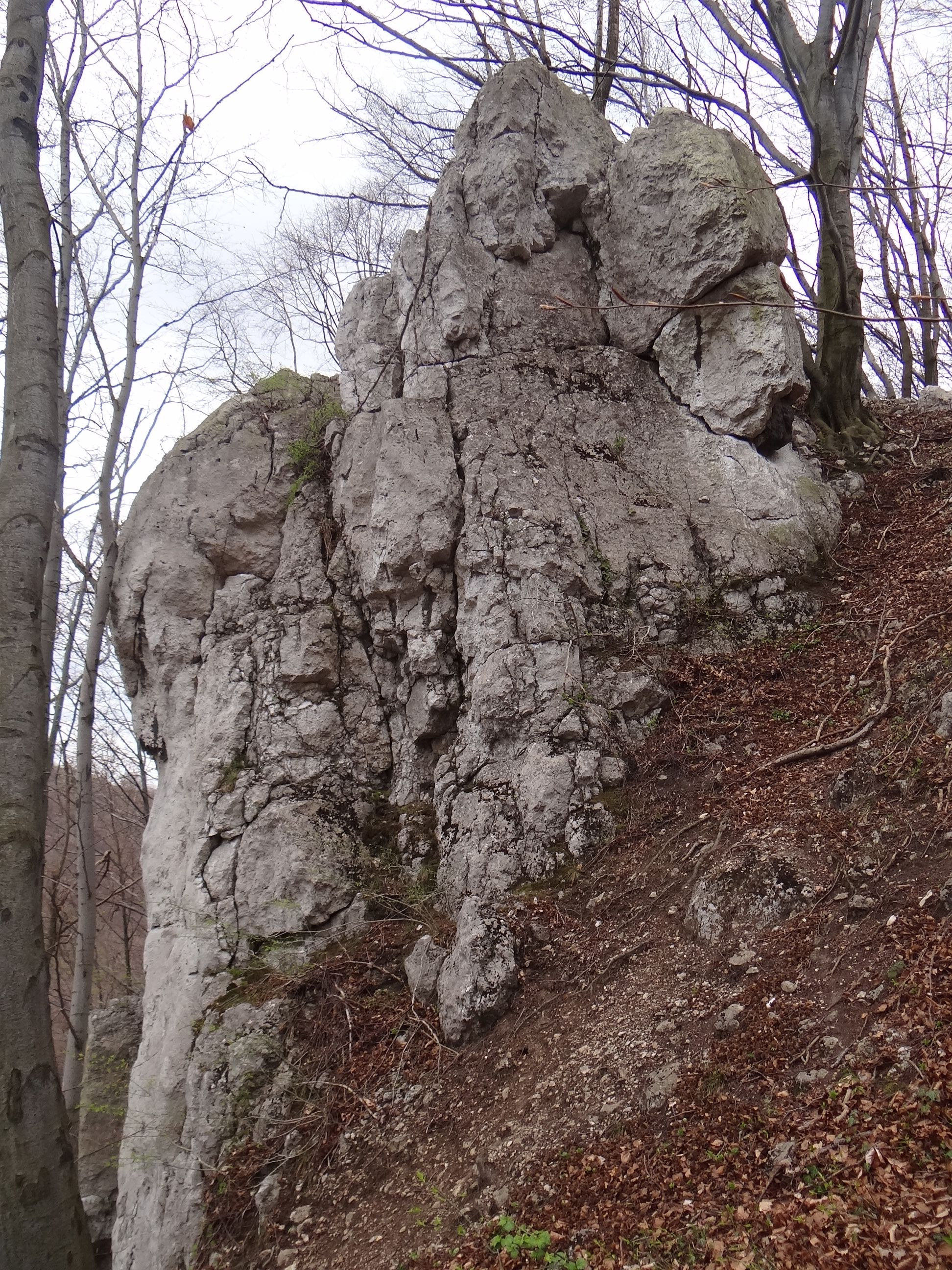
Skała powyżej ścieżki
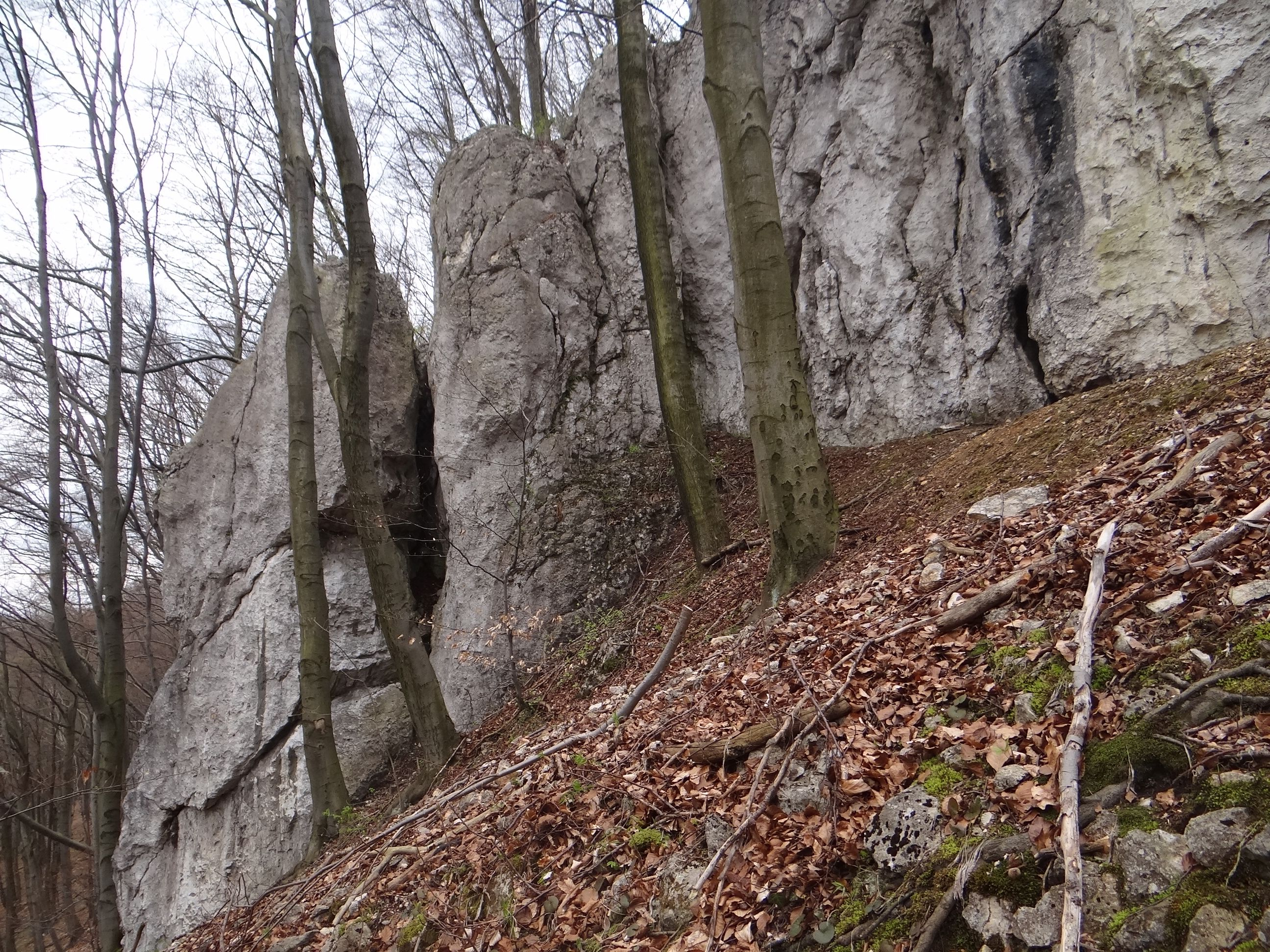
Skała powyżej ścieżki
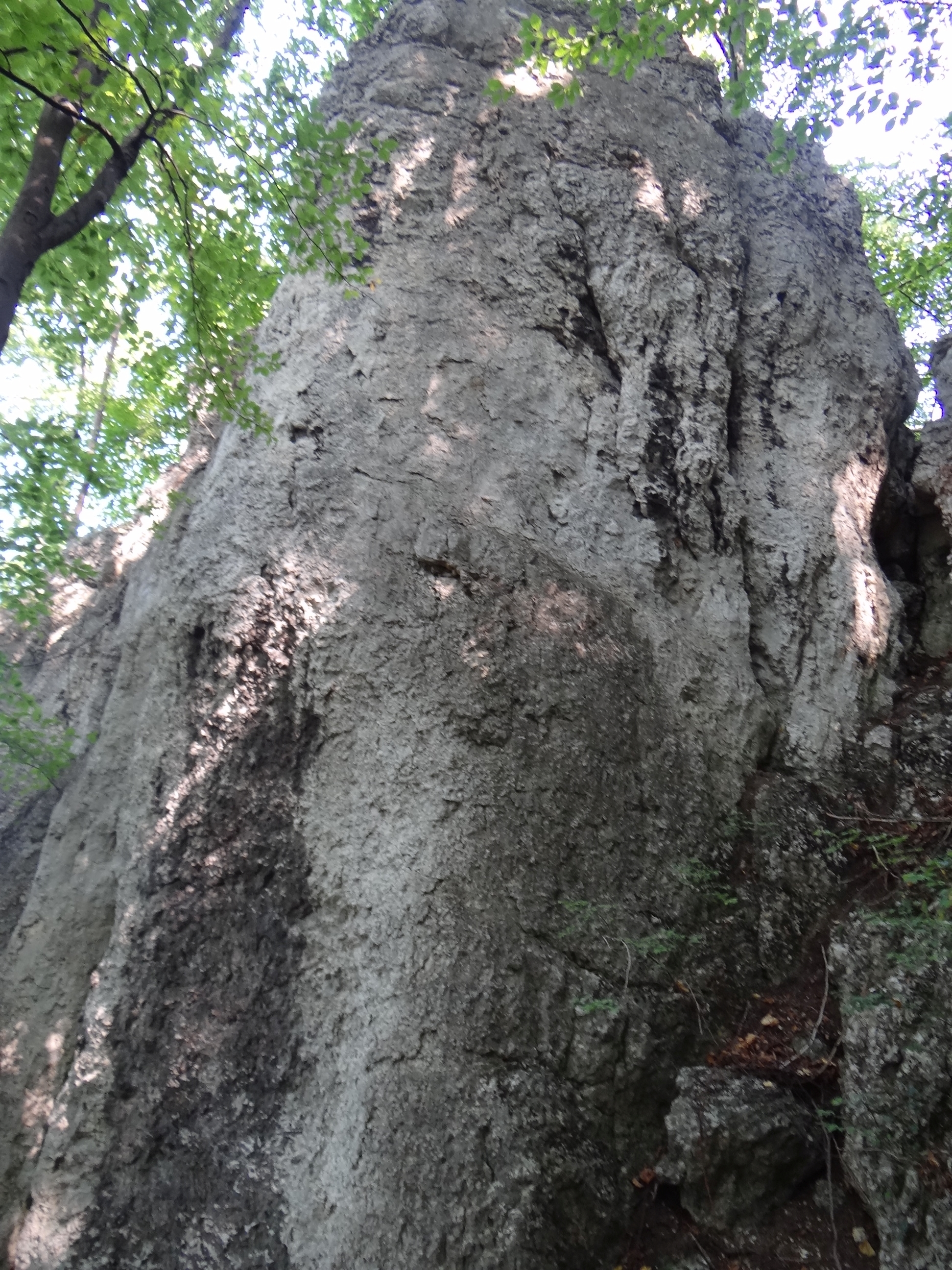
Skała poniżej ścieżki
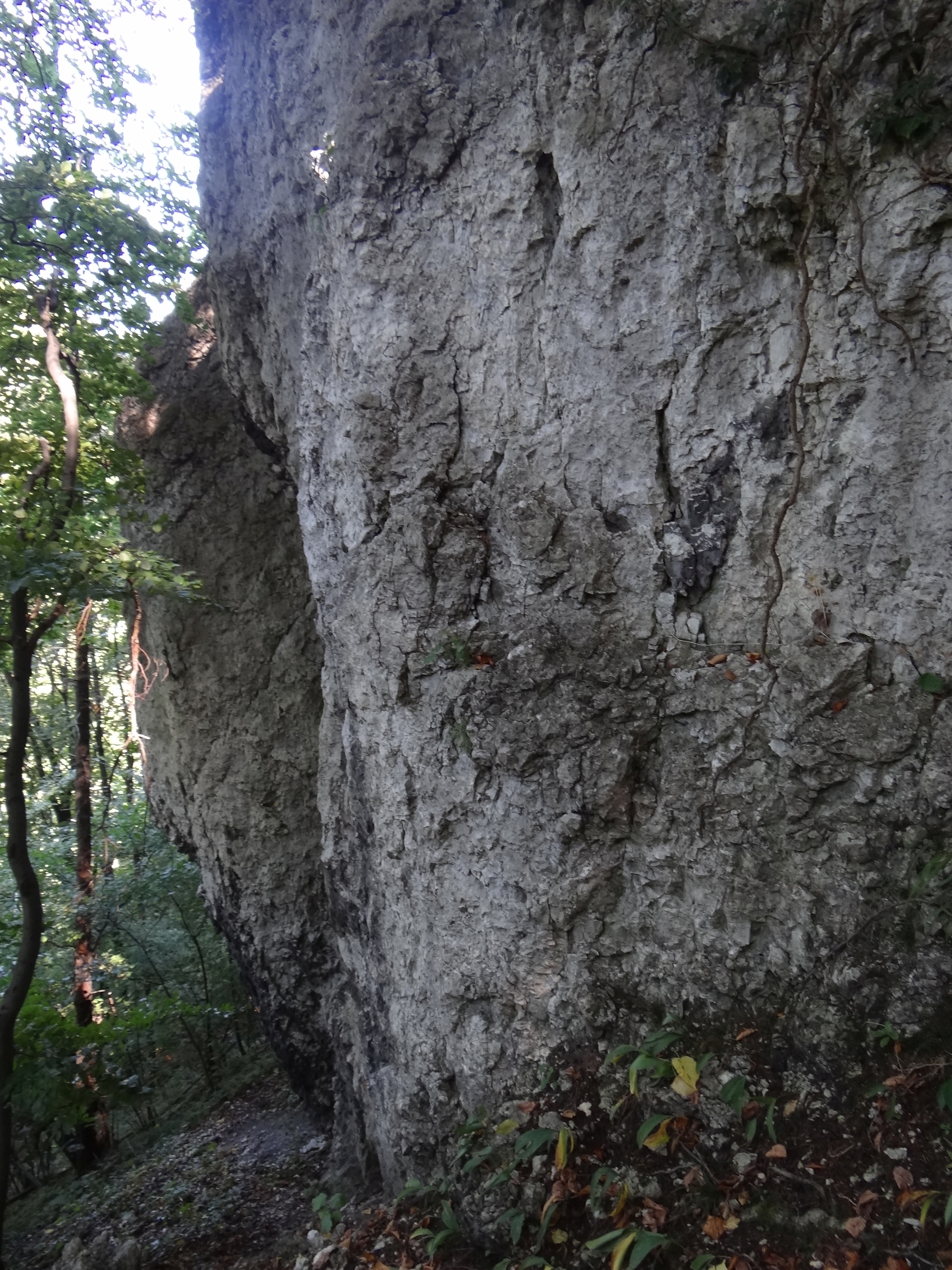
Skała poniżej ścieżki
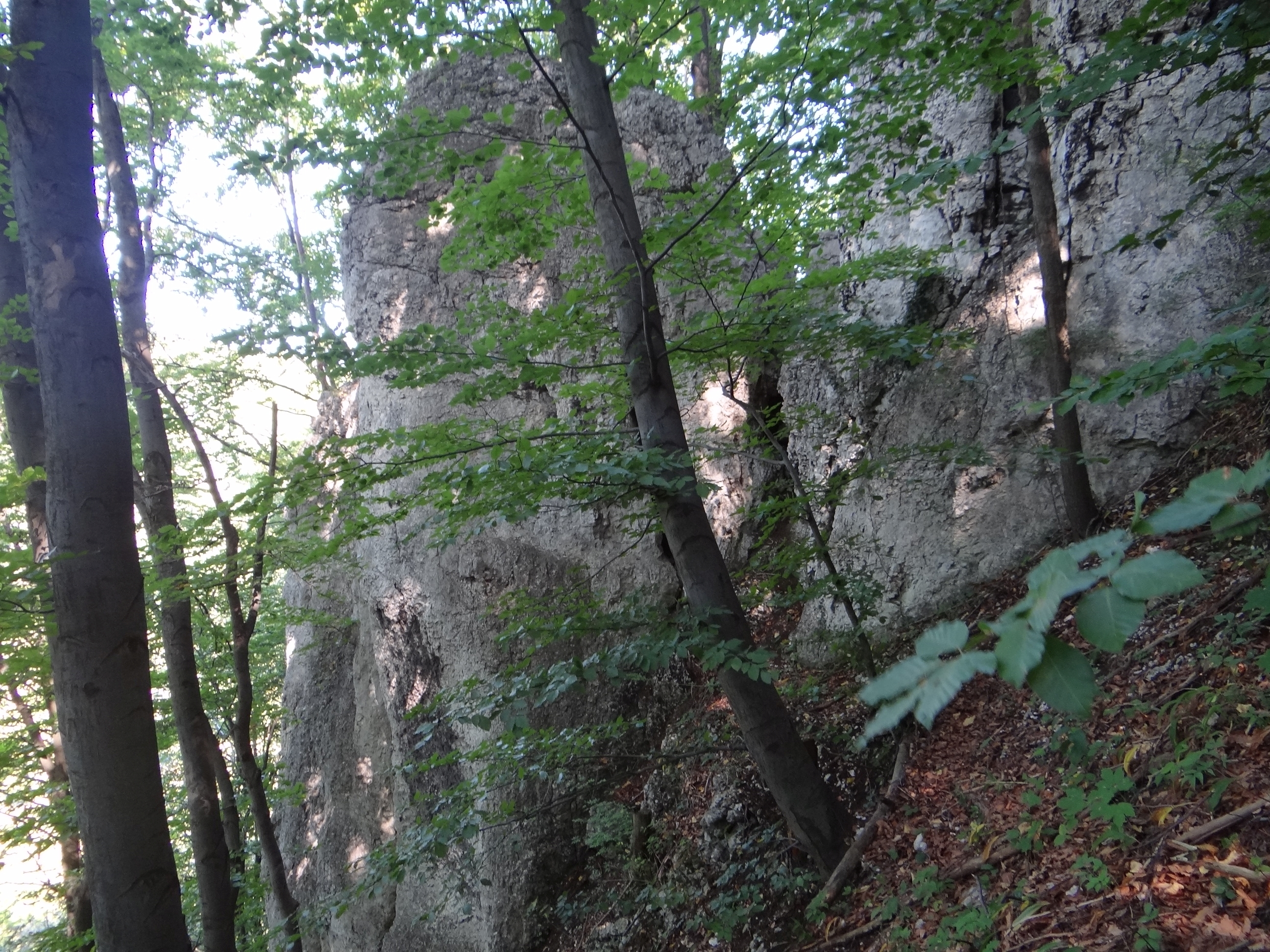
Skała poniżej ścieżki
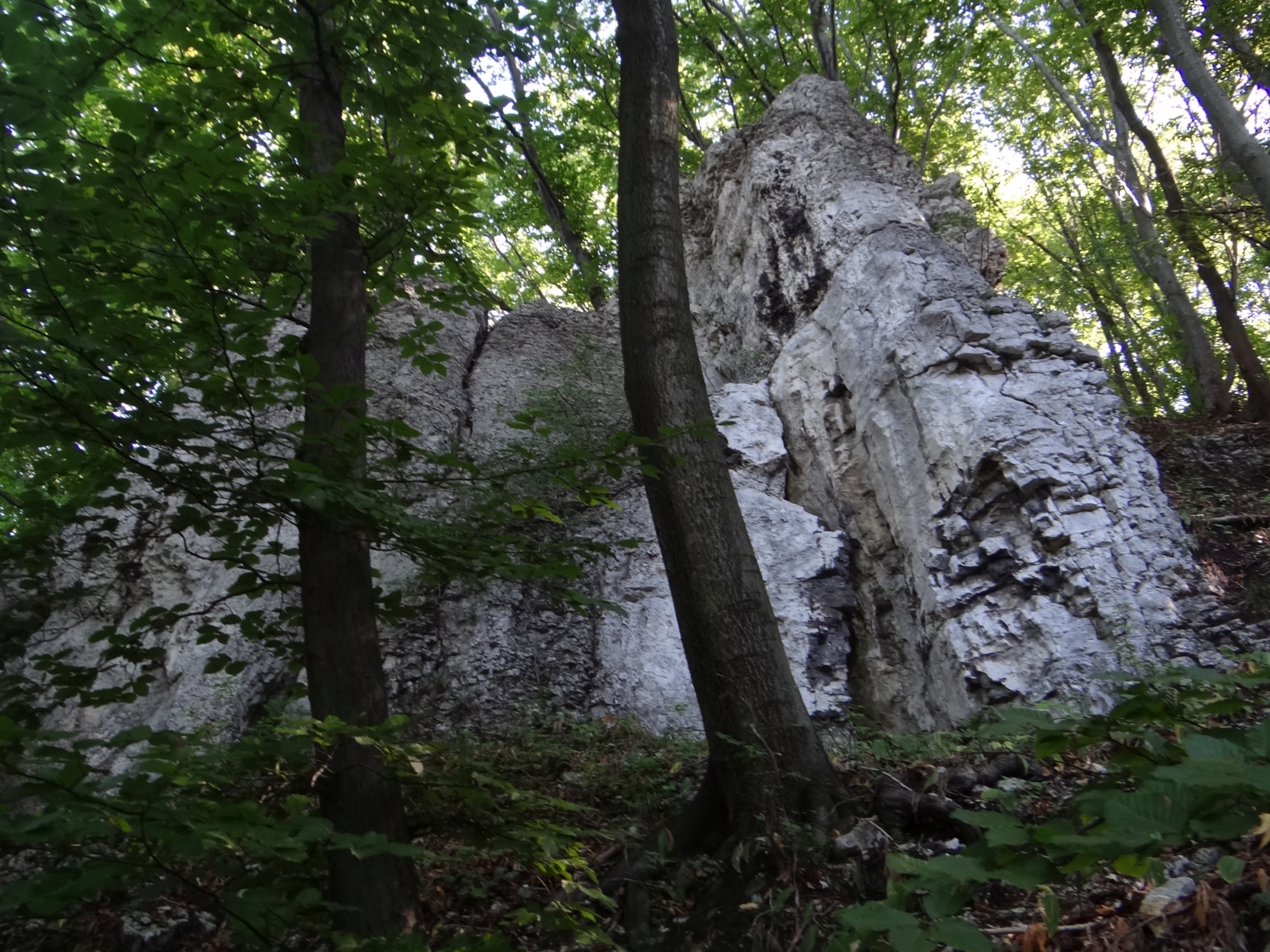
Skała poniżej ścieżki

## Lista dróg wspinaczkowych
1. Gdzie tu siła w dżemie, VI.2+
2. Seans z powidłami; VI.2+
3. Komin z blokami; V+
4. Jakubowa drabina; VI.2+
5. Trochę swingo; VI.4
6. Projekt
7. Projekt[1].